# Para (singel)
Para – trzeci singel polskiej piosenkarki Natalii Szroeder z jej drugiego albumu studyjnego, zatytułowanego Pogłos. Singel został wydany 25 sierpnia 2021.
Kompozycja znalazła się na 15. miejscu listy AirPlay – Top, najczęściej odtwarzanych utworów w polskich rozgłośniach radiowych. Nagranie otrzymało w Polsce status złotego singla, przekraczając liczbę 25 tysięcy sprzedanych kopii.

## Geneza utworu i historia wydania
Utwór napisali i skomponowali Natalia Szroeder i Archie Shevsky, który również odpowiada za produkcję piosenki. Piosenkarka o singlu:

To jest bardzo osobista piosenka. Bardzo. Ale wiem, że przecież wszyscy przechodzimy przez ciemne momenty. Ja miewam je dość regularnie. I nawet czasem lubię te swoje smutki. Są mi potrzebne, żeby bardziej doceniać słońce, które się przecież zawsze pojawia. Prędzej czy później. I też, nie ukrywam, to są emocje bardzo inspirujące. Czasem zatracam się za bardzo, hamulce przestają działać i staje się sama dla siebie oprawcą. I to nie jest fajne. To nie jest dobre. Czy też macie tak? A czasem trzeba po prostu odpuścić. Pozwolić życiu płynąć. Hehe. No i znów patos. Sorki! Trzymajcie się i uważajcie na siebie.

Singel ukazał się w formacie digital download 25 sierpnia 2021 w Polsce za pośrednictwem wytwórni płytowej Warner Music Poland.
5 stycznia 2022 utwór w wersji akustycznej został wykonany w ramach cyklu „ZET Akustycznie”. 22 kwietnia 2023 piosenka została zaprezentowana podczas gali Fryderyki 2023.

## „Para” w stacjach radiowych
Nagranie było notowane na 15. miejscu w zestawieniu AirPlay – Top, najczęściej odtwarzanych utworów w polskich rozgłośniach radiowych.

## Teledysk
Do utworu powstał teledysk w reżyserii Adama Romanowskiego, który udostępniono w dniu premiery singla za pośrednictwem serwisu YouTube.

## Lista utworów
- Digital download[3]

1. „Para” – 3:59

## Notowania

### Pozycje na listach airplay
| Kraj   | Lista (2021)      | Najwyższa pozycja |
| ------ | ----------------- | ----------------- |
| Polska | AirPlay – Top     | 15                |
| Polska | AirPlay – Nowości | 2                 |

## Certyfikaty
| Kraj          | Certyfikat  | Sprzedaż |
| ------------- | ----------- | -------- |
| Polska (ZPAV) | złota płyta | 25 000+  |

## Wyróżnienia
| Rok  | Konkurs                  | Kategoria    | Rezultat    |
| ---- | ------------------------ | ------------ | ----------- |
| 2021 | Przebój roku RMF FM 2021 | Przebój roku | 48. miejsce |